# БИЧ-7
БИЧ-7 е експериментален самолет, построен по безопашна аеродинамична схема на конструктора Борис Черановский.

## История
След успешните изпитания на БИЧ-3, през периода 1927 – 28 г. Черановский работи по проекта на двумоторния бомбардировач БИЧ-5 с двигатели BMW VI, както и по изпитания в аеродинамичен тунел на различни варианти на модели на самолети, изпълнени по схемата „летящо крило“. През 1929 г., използвайки резултатите от всички тези проекти, построява самолета БИЧ-7, явяващ се приемник на БИЧ-3.
В сравнение с БИЧ-3, новата машина е двуместна с отделни открити кабини. Притежавала е бутален двигател Bristol Lucifer с мощност от 100 к. с. и 150% по-голяма площ на крилото. Вертикалният рул е бил разположен в заканцовките на крилата, безкилен. Шасито е било едноколесно, с опори в края на опашката и в краищата на крилата. Главно поради неудачната конструкция на шасито и затруднения разбег, самолетът така и не се е вдигнал във въздуха.

### БИЧ-7А
След редица подобрения, включващи промяна на шасито от едноколесно към по-традиционното – двуколесно с пирамидална структура с подопашни подпори, както и затворена кабина, стесняваща се от предната част към задната и преливаща в кил, водещо до подобряване управляемостта на самолета, заради по-ефективното обдухване на рул от струята въздух от въздушния винт. Механизацията на крилото се е състояла от задкрилки (по две на крило), работещи както заедно, така и поотделно – в този случай крайните изпълнявали функцията на елерони.
Пилот-изпитател на самолета е бил Николай Благин. Първите полети установяват недостатък – поради относително голямата площ на височинния рул, се е увеличавал натискът върху щурвала, което е било коригирано с инсталиране в задния край на задкрилките на огънати надолу планки. БИЧ-7А показва добра устойчивост във всички режими на полет, не е показал тенденция на намаляване на скоростта във вираж и като цяло, според летелите на машината пилоти, управлението ѝ по нищо не се е различавало от това, на обикновен самолет.
Приемник на апарата БИЧ-7А е проектираният в Бюрото за специални проекти от Владимир Чижевский самолет БОК-5.